# Scambus pomorum
Scambus pomorum är en stekelart som först beskrevs av Julius Theodor Christian Ratzeburg 1848.  Scambus pomorum ingår i släktet Scambus och familjen brokparasitsteklar. Arten är reproducerande i Sverige. Inga underarter finns listade i Catalogue of Life.